# 북경인
북경인(北京人)은 중국의 극작가 차오위의 희곡으로 전3막이다.
전쟁 말기에 널리 상연되었던 중국 현대 희곡 중의 대표작으로, 전통적인 증가 일족(曾家一族)의 멸망해 가는 과정, 봉건적인 가정의 압박에 고민하는 젊은이들, 그리고 인류의 조상인 북경인이 현대에 와서 부패하고 침체한 사실을 통탄하는 것을 내용으로 한 작품으로서 역사와 인간에 대한 통렬한 비판을 가하고 있다.